# ليو تشاو
ليو تشاو (بالصينية: 柳超) هو لاعب كرة قدم صيني، ولد في 7 سبتمبر 1987 في بكين في الصين. لعب مع نادي سودوفا ماريامبوله.

## وصلات خارجية
- ليو تشاو على موقع قاعدة بيانات كرة القدم.إي يو (الإنجليزية)
- ليو تشاو على موقع Soccerway.com (الإنجليزية)